# Frankton (Indiana)
Frankton es un pueblo ubicado en el condado de Madison en el estado estadounidense de Indiana. En el Censo de 2010 tenía una población de 1862 habitantes y una densidad poblacional de 682,09 personas por km².

## Geografía
Frankton se encuentra ubicado en las coordenadas 40°13′16″N 85°46′19″O / 40.22111, -85.77194. Según la Oficina del Censo de los Estados Unidos, Frankton tiene una superficie total de 2.73 km², de la cual 2.73 km² corresponden a tierra firme y (0%) 0 km² es agua.

## Demografía
Según el censo de 2010, había 1862 personas residiendo en Frankton. La densidad de población era de 682,09 hab./km². De los 1862 habitantes, Frankton estaba compuesto por el 97.48% blancos, el 0.38% eran afroamericanos, el 0.05% eran amerindios, el 0.11% eran asiáticos, el 0% eran isleños del Pacífico, el 0.86% eran de otras razas y el 1.13% pertenecían a dos o más razas. Del total de la población el 2.2% eran hispanos o latinos de cualquier raza.